# Enigma, Georgia
Enigma är en ort i Berrien County i delstaten Georgia, USA.